# Ayhan Akman
Ayhan Akman (ur. 23 lutego 1977 roku w İnegölu) – turecki piłkarz występujący na pozycji środkowego pomocnika. Przez 11 lat grał w Galatasaray SK.

## Kariera klubowa
Ayhan Akman zawodową karierę rozpoczynał w 1994 roku w Gaziantepsporze. W debiutanckim sezonie rozegrał 20 meczów i zdobył 3 bramki, a jego drużyna zajęła siódme miejsce w tabeli tureckiej ekstraklasy. W kolejnych rozgrywkach turecki piłkarz wystąpił w 31 spotkaniach i 9 razy wpisał się na listę strzelców, dzięki czemu był jednym z najskuteczniejszych zawodników w zespole. Barwy Gaziantepspor Akman reprezentował łącznie przez 4 sezony.
W ich trakcie rozegrał 102 ligowe pojedynki, po czym w 1998 roku podpisał kontrakt z Beşiktaşem JK. W nowym klubie Turek nie miał problemów z wywalczeniem sobie miejsca w podstawowym składzie i w pierwszym sezonie rozegrał 26 meczów. Razem z ekipą „Czarnych Orłów” Akman 2 razy z rzędu wywalczył wicemistrzostwo kraju, a sezon 2000/2001 zakończył na czwartej pozycji w ligowej tabeli. W barwach Beşiktaşu Akman wystąpił łącznie w 68 spotkaniach i strzelił 16 goli.
Latem 2001 roku turecki pomocnik za 8,5 miliona euro przeniósł się do Galatasaray SK. Zadebiutował 18 sierpnia tego samego roku w wygranym 1:0 spotkaniu z Denizlisporem, kiedy to w 65 minucie zmienił Sergena Yalçına. Razem z Galatasaray Akman w 2002, 2006 i 2008 roku sięgnął po tytuł mistrza Turcji.

## Kariera reprezentacyjna
Akman ma za sobą występy w młodzieżowych reprezentacjach Turcji. W seniorskiej drużynie zadebiutował 18 lutego 1998 roku w przegranym 0:4 meczu z Izraelem. W 2000 roku znalazł się w kadrze Mustafy Denizliego na Euro 2000. Na imprezie tej Turcy w ćwierćfinale przegrali 0:2 z Portugalczykami. W maju 2008 roku Fatih Terim powołał Akmana do drużyny narodowej na Mistrzostwa Europy 2008.